# Ormyrus ornatus
Ormyrus ornatus is een vliesvleugelig insect uit de familie Ormyridae. De wetenschappelijke naam is voor het eerst geldig gepubliceerd in 1951 door Risbec.